# Platystacus cotylephorus
Platystacus cotylephorus är en fiskart som beskrevs av Bloch 1794. Platystacus cotylephorus är ensam i släktet Platystacus som ingår i familjen Aspredinidae. Inga underarter finns listade i Catalogue of Life.
Arten förekommer i vattendrag nära havet i norra Sydamerika från Venezuela till norra Brasilien. Den vistas i sötvatten och i bräckt vatten. Individerna blir oftast omkring 15 cm långa och några exemplar når en längd av 31,5 cm. Honan släpper äggen inte fri i vattnet utan de är kopplade till bålens undersida innan de kläcks. Det vetenskapliga släktnamnet är sammansatt av det grekiska ordet  platys (platt, bred) och det latinska ordet acus (nål).